# 體育場

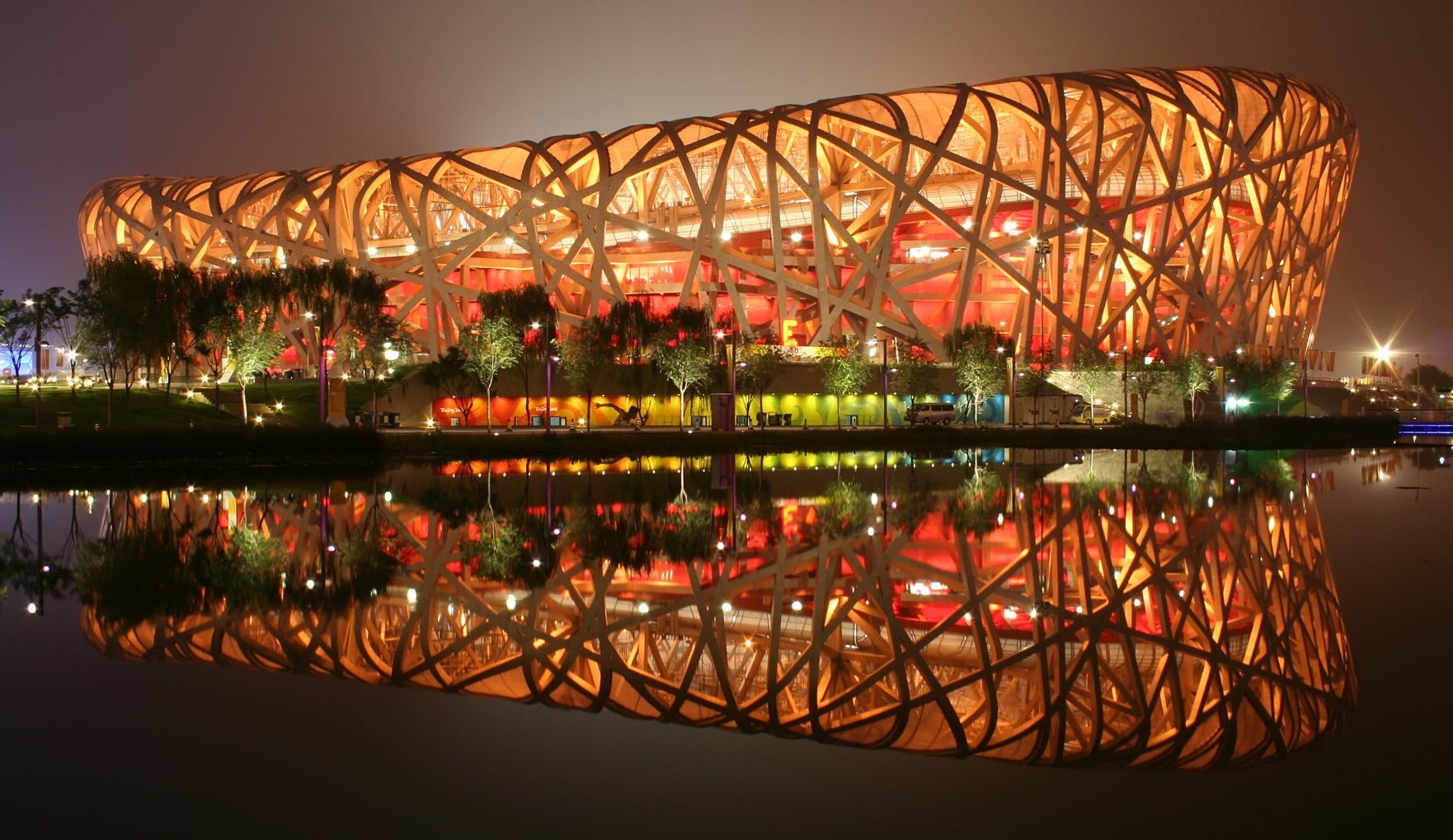
北京国家体育场

体育场（又稱為大球场）建筑学指主要举行运动会和音乐会在内的露天或半露天（装有伸缩顶棚）的体育场馆。室内的称体育馆。体育场主要由運動场地、更衣室、售票處、看台组成，之间一般配有田径场。體育場有時又專指兼備室外與室內體育設施的大型綜合性場館，例如舉辦全國性或國際性體育賽事（如奧運會）的場館。

## 历史
体育场产生于古代地中海沿岸，已知最古老的体育场是希腊的奧林匹亞體育場，古代奥运会于公元前 776 年在此举行。最初，奥运会只包含一个项目，即沿体育场长边进行的短跑。

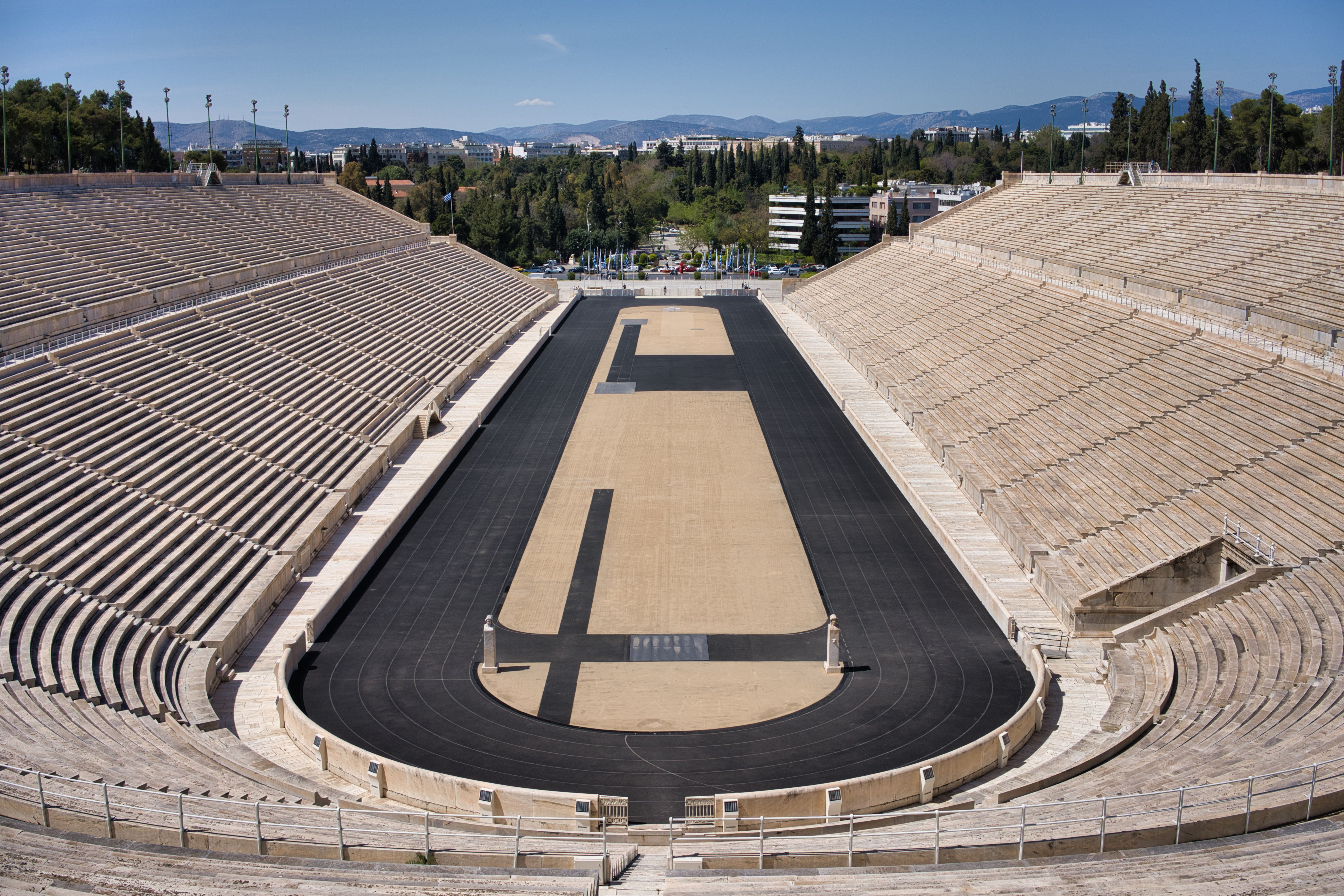
重建的泛雅典体育场

在许多古希腊罗马城市都发现了体育场，原址重建的泛雅典體育場曾于1896年举办了第一届现代奥运会、1906年的临时奥运会和2004年夏季奥运会的部分赛事。体育场的发掘和翻新是希腊国家赞助人埃万杰洛斯·扎帕斯的遗产的一部分。

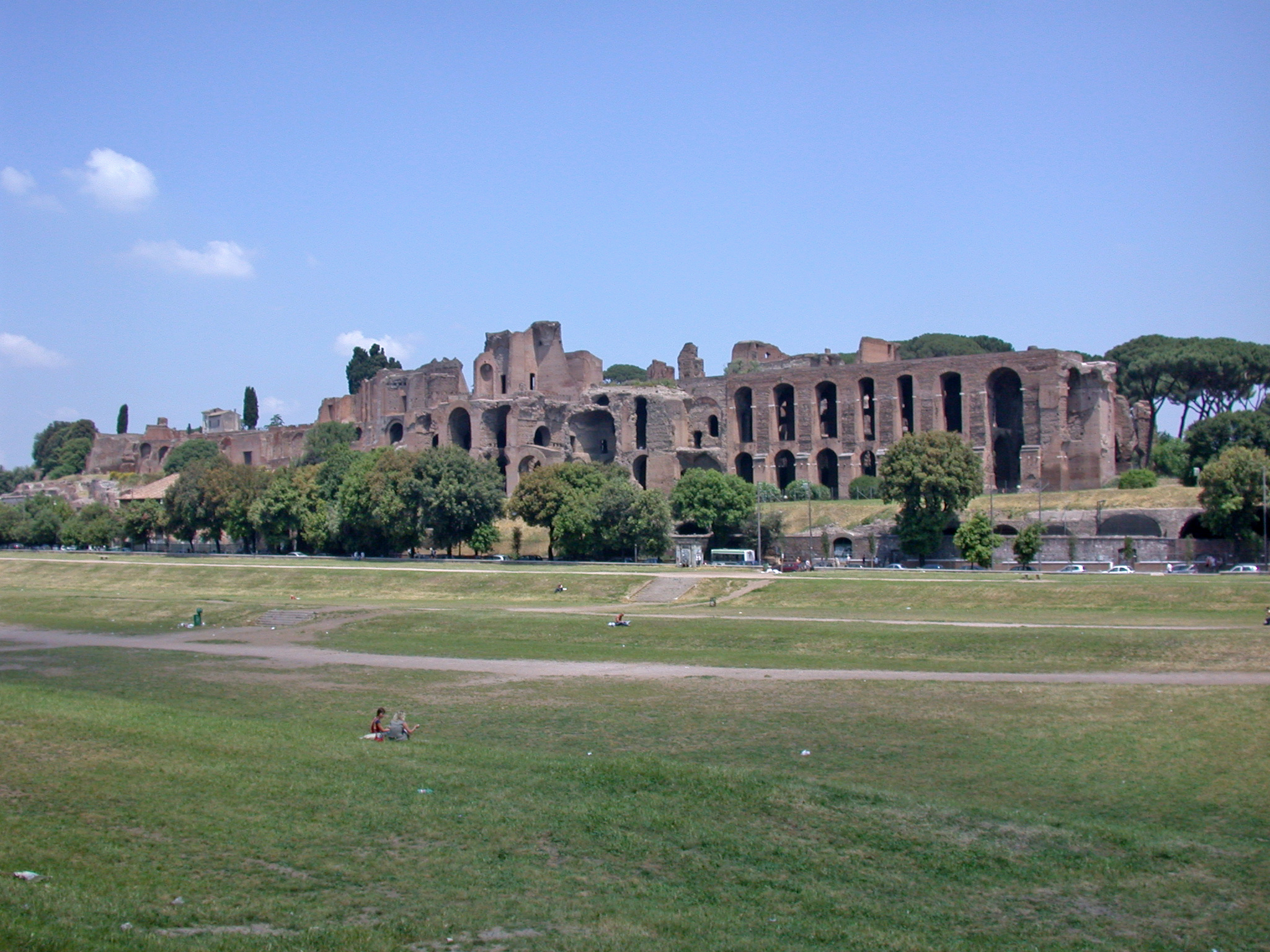
罗马的马克西穆斯竞技场

罗马的馬克西穆斯競技場最为巨大，可以容纳15万人，而同在罗马的圖密善競技場也很著名，今为纳沃纳广场，有古埃及方尖碑和济安·贝尼尼的四水喷泉在中央。

## 扩展阅读
- 体育场地
- 競技場
- 巨蛋